# Шебёк, Вильмош
Вильмош Шебёк (венг. Sebők Vilmos; родился 13 июня 1973 в Будапеште) — венгерский футболист, игравший на позиции защитника.

## Карьера

### Клубная
Воспитанник футбольных школ клубов «Ференцварош» и «Сент-Иштван». Позднее перешёл в состав «Уйпешта». В 1990 году пробился в основной состав, но в следующем сезоне не сыграл ни разу в чемпионате страны. Летом 1991 года перешёл в состав другой команды I Лиги «Татабанья», но вылетел с ней во II Лигу. Во Второй Лиге играл в сезоне 1993/1994 в составе «Ракошпалотаи», а в следующем сезоне вернулся в «Татабанью». Летом 1995 года вернулся в Высшую Лигу как игрок «Уйпешта», в 1997 и 1998 годах с ним стал вице-чемпионом и чемпионом страны соответственно.
В начале 1999 года стал игроком английского «Бристоль Сити», но его клуб весной вылетел из Первого дивизиона во Второй дивизион. В первой половине 2000 года уехал в Германию выступать за «Вальдхоф». Летом перешёл в состав «Энерги», 5 сентября 2000 дебютировал в игре против Шальке 04 (0:3). Провёл 3 сезона в немецком клубе. Осенью 2003 перебрался в Израиль (Маккаби Ахи), в 2004 году вернулся в Венгрию. Выступал за «Залаэгерсег» и «Диошдьёр», закончил карьеру в любительском «Ладаньбенеи».

### В сборной
Вильмош дебютировал в сборной 10 апреля 1996 в матче против Хорватии, который «мадьяры» проиграли 1:4. Всего сыграл 52 матча, забил 9 голов. По крайней мере один раз выводил команду в качестве капитана сборной: это случилось в игре с Швейцарией 18 ноября 1998. Играл на Олимпиаде-1996.